# 廷埃薩科省
廷埃薩科省（法語：Cercle de Tin-Essako），是馬里的省份，位於該國東北部，由基達爾區負責管轄，首府設於廷埃薩科，面積39,000平方公里，2009年人口7,976，人口密度每平方公里0.2人。